# Левченко Руслана В'ячеславівна
Руслана В'ячеславівна Левченко (нар. 1 жовтня 2004) — українська футболістка, права захисниця одеського  «Сістерс».

## Клубна кар'єра
Напередодні старту сезону 2020/21 років приєдналася до «Ніки». У футболці миколаївського клубу дебютувала 11 вересня 2020 року в переможному (3:0) домашньому поєдинку 3-го туру першого етапу Вищої ліги України проти вінницького «ЕМС-Поділля». Руслана вийшла на поле на 75-й хвилині, замінивши Анну Стекольщикову. Першим голом у професіональному футболі відзначилася 3 жовтня 2020 року на 70-й хвилині програного (1:7) виїзного поєдинку 5-го туру першого етапу Вищої ліги України проти харківського «Житлобуду-2». Левченко вийшла на поле в стартовому складі та відіграла увесь матч. У сезоні 2020/21 років зіграла 15 матчів (1 гол) у Вищій лізі, ще 1 поєдинок провела у кубку України.
У середині липня 2021 року стала однією з перших гравчинь новоствореного ЖФК «Кривбас». У футболці криворізького клубу дебютувала 31 липня 2021 року в нічийному (1:1) виїзному поєдинку 1-го туру Вищої ліги України проти «Восхода» (Стара Маячка). Руслана вийшла на поле в стартовому складі та відіграла увесь матч. Першим голом за «Кривбас» відзначилася 15 серпня 2021 року на 40-й хвилині переможного (6:0) виїзного поєдинку 3-го туру першого етапу Вищої ліги України проти київського «Атекса». Левченко вийшла на поле в стартовому складі та відіграла увесь матч. У першій половині сезону 2021/22 років зіграла 15 матчів (1 гол), ще 1 поєдинок провела у кубку України.
Після початку повномасштабного російського вторгнення до України евакуювалася спочатку до німецького Кельна. Згодом переїхала до Чехії, близько місяця виступала за молодіжну команду клубу «Словацко». Після повернення в Україну продовжила свої виступи в «Кривбасі», в складі якого здобула срібні медалі чемпіонату та вийшла в фінал кубку України.
З січня 2024 року виступає за одеській клуб «Сістерс».

## Кар'єра в збірній
Наприкінці жовтня 2018 року провела 2 поєдинки за дівочу збірну України (WU-15) проти одноліток з Білорусі.
У середині жовтня 2021 року отримала виклик до молодіжної збірної України (WU-19). У футболці жіночої молодіжки дебютувала 20 жовтня 2021 року в програному (1:4) виїзному поєдинку 1-го раунду Ліги А чемпіонату Європи 2022 року проти одноліток з Нідерландів. Руслана вийшла на поле в стартовому складі, а на 85-й хвилині її замінила Дар'я Борисюк.